# Tlapacholapa
Tlapacholapa är en ort i Mexiko.   Den ligger i kommunen Mochitlán och delstaten Guerrero, i den södra delen av landet, 220 km söder om huvudstaden Mexico City. Tlapacholapa ligger 1 852 meter över havet och antalet invånare är 206.
Terrängen runt Tlapacholapa är kuperad åt nordväst, men åt sydost är den bergig. Tlapacholapa ligger uppe på en höjd. Runt Tlapacholapa är det glesbefolkat, med 15 invånare per kvadratkilometer. Närmaste större samhälle är Tixtla de Guerrero, 18,8 km norr om Tlapacholapa. I omgivningarna runt Tlapacholapa växer huvudsakligen savannskog.